# بیاگاما
بیاگاما (به لاتین: Biyagama) یک منطقهٔ مسکونی در سری‌لانکا است که در استان غربی، سری‌لانکا واقع شده‌است.